# Zrakoplovna nesreća u Smolensku 2010.
U subotu 10. travnja 2010. Tupoljev Tu-154M 36. specijalne pukovnije Poljske srušio se u prilazu na Zračnu luku Smolensk (Smolenska oblast) pri čemu je poginulo svih 96 putnika i članova posade uključujući poljskog predsjednika Lecha Kaczynskog i dostojanstvenike gornjeg i donjeg doma poljskog parlamenta, vlade, vojske i pripadnika vjerskih zajednica. Poljska delegacija bila je na putu za obilježavanje 70. obljetnice Masakra u Katynskoj šumi gde je ubijeno skoro 22000 zarobljenika.
Detalji o uzroku nesreće još uvijek su nepotvrđeni. Pri pokušaju slijetanja avion je udario u drveće 1,5 km od zračne luke te se raspao pri udaru o tlo u šumovitom području.
Poljske i ruske vlasti potvrdile su da su svih 96 osoba u avionu poginuli pri padu. To je bila jedna od najgorih nesreća u povijesti Poljske po broju poginulih. 